# Ільїнське (Великоустюзький район)
Ільї́нське (рос. Ильинское) — село у складі Великоустюзького району Вологодської області, Росія. Входить до складу Зарічного сільського поселення.

## Населення
Населення — 102 особи (2010; 155 у 2002).
Національний склад (станом на 2002 рік):
- росіяни — 97 %